# Esquina Común
Esquina Común es un restaurante en la Colonia Condesa, Cuauhtémoc, Ciudad de México. Es copropiedad de la chef Ana Dolores González y su socio, Carlos Pérez-Puelles. Se fundó por primera vez en su departamento arrendado en la Colonia Roma en el año 2021. Después de ser reseñado por The New York Times, el restaurante se hizo popular.
Se mudaron entre 2022 y 2023 a la Colonia Condesa luego de que su propietario intentara aumentarles el alquiler al descubrir que tenían un negocio. Descrito por los críticos como una terraza clandestina, Esquina Común sirve cocina mexicana y española . En 2024, Esquina Común fue galardonado con una estrella Michelin en la primera Guía Michelin que abarca restaurantes en México.

## Descripción
Esquina Común es un restaurante mexicano y español que sirve menús de temporada. Se reemplaza cada dos meses y ofrece un menú de siete platos similar a los menús degustación. El restaurante tiene capacidad para 30 personas y es necesario reservar mesa a través de Instagram. Una vez confirmada su reserva, se les informa formalmente de la ubicación. Esquina Común solo abre los fines de semana. En entrevista con Mariana Camacho, González dijo que el menú incluía un sope de costilla estofado, cebiche de cobia, mole y pollo frito. María José Ferrant nombró otras opciones como paté de pescado con pesto de flor de calabaza, croquetas de plátano rellenas de quesillo y carne de res en jugo de ciruela con jocoque. José R. Ralat señaló que el restaurante servía croquetas de chorizo y vermicelli con setas silvestres.

## Historia

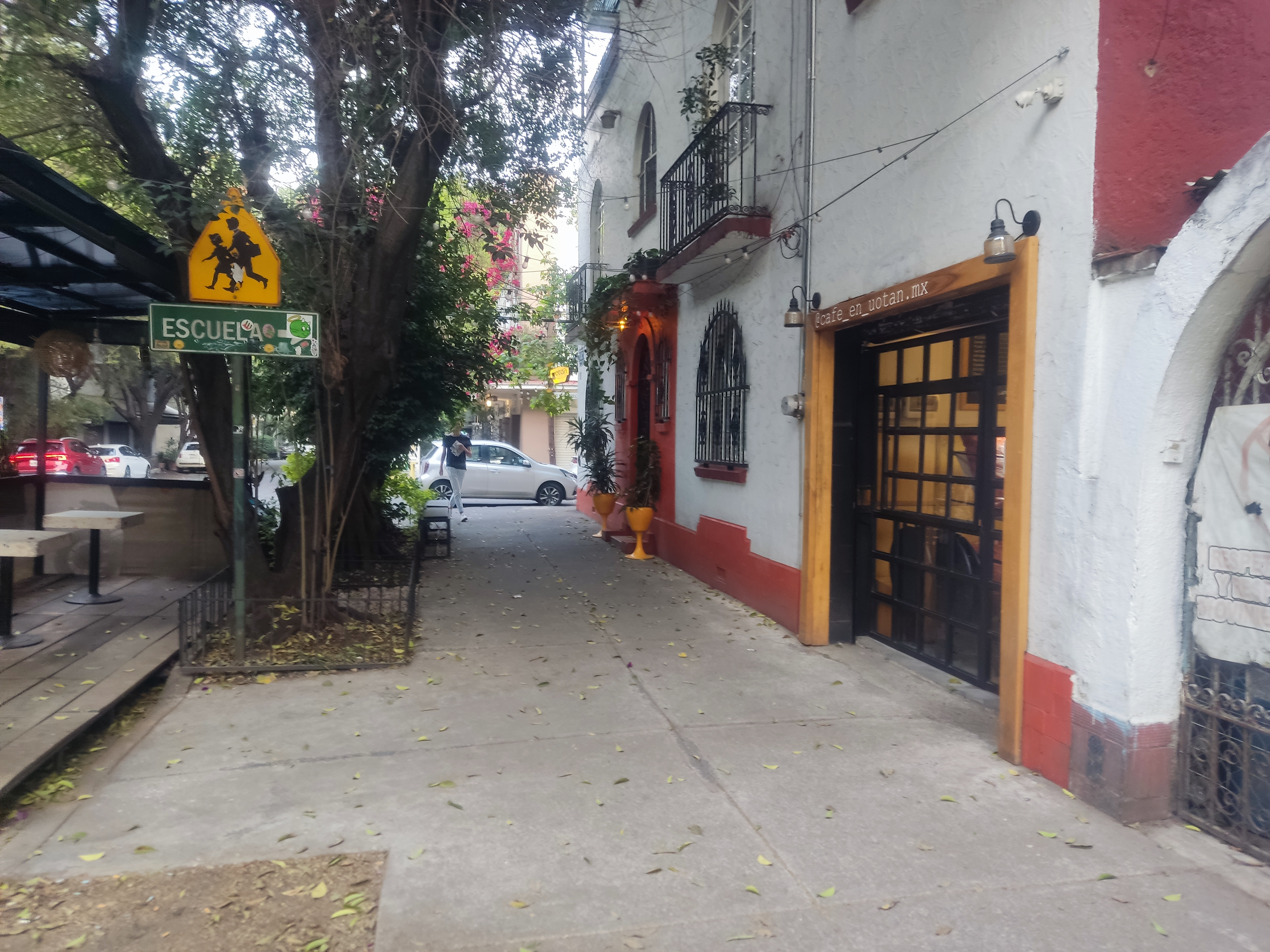
El acceso al restaurante se realiza a través de una cafetería en la planta baja.

Esquina Común fue fundada por la chef mexicana Ana Dolores González y su socio español, Carlos Pérez-Puelles, a finales de 2021. González trabajó anteriormente en Expendio de Maíz, un restaurante en la Ciudad de México, y en Perú. El restaurante tenía capacidad para 14 comensales y se instaló en la sala de un departamento arrendado en la Colonia Roma antes de amueblar la terraza. La madre de González la ayudaba en la cocina. El restaurante ganó notoriedad después de una reseña de The New York Times titulada A Homely Restaurant Tucked Inside a Mexico City Apartment («Un restaurante hogareño escondido dentro de un apartamento de la Ciudad de México») por Michael Snyder.
Entre 2022 y 2023, el propietario del local descubrió que tenían un negocio y triplicó el alquiler. González y Pérez-Puelles se trasladaron a la Colonia Condesa, a la calle Fernando Montes de Oca. Ambos invirtieron la mayor parte de sus ahorros en remodelar el nuevo local. Ignacio Medina lo describió como un «restaurante semiclandestino en la terraza de un espacio de coworking en un cruce de la Condesa [con un] tercer piso techado que mira hacia la copa de los árboles que dan sombra a la calle».

## Recepción
En su reseña para Siete Caníbales, Medina aprobó el cebiche pero criticó la pechuga de pollo. Coco Marett de Tatler Asia describió que «[los] platos son pura magia, una mezcla de influencias desde mexicanas hasta mediterráneas». Michele Lagalla de Cocina y Vino comentó que el espacio es subrepticio y los platos son austeros, detallados y sabrosos. Esquina Común fue definido por el equipo editorial de Travel + Leisure En Español como un restaurante que encarna la cocina mexicana moderna, elogiando el ambiente, el servicio, las opciones del menú de degustación, la pesca del día y la selección de vinos.
Cuando la Guía Michelin debutó en México en 2024, otorgó dieciocho restaurantes con estrellas Michelin. Esquina Común recibió una estrella, lo que significa «cocina de alta calidad, vale la pena detenerse». La guía añadió: «[e]l entorno de la azotea cubierta se ve realzado por una exuberante vegetación y un ambiente encantador y relajado» y que estaba «[d]iseñado como un menú de degustación y en porciones para dos», añadiendo que «los platos eran impresionantes».
Esquina Común, junto con otros seis restaurantes con estrellas Michelin en la Ciudad de México, fue distinguido por Martí Batres, jefe de Gobierno de la Ciudad de México. Les entregó a los chefs una estatuilla de ónix como muestra de agradecimiento por su papel en la promoción del turismo en la ciudad. El diseño de la estatuilla está inspirado en la escultura prehispánica La joven de Amajac, en reconocimiento a las importantes aportaciones de las mujeres indígenas a la gastronomía nacional e internacional.